# 泰式炒宽粉
泰式炒宽粉（皇家轉寫：phat khi mao，泰語發音：[pʰàt kʰîː māw]），直译为“炒醉鬼”，是一种常见的泰式料理。英文中常称为（醉面）或音译为。

## 作法
泰式炒宽粉一般由宽河粉，鸡、猪、牛肉或海鲜配上酱油、鱼露、蚝油、大蒜、辣椒、胡椒、打抛叶等炒制而成。有说法认为其味道辛辣、可以醒酒，故而得名“炒醉鬼”。